# Stora Åskaken
Stora Åskaken är en sjö i Leksands kommun i Dalarna och ingår i Dalälvens huvudavrinningsområde. Sjön har en area på 1,09 kvadratkilometer och ligger 310,5 meter över havet. Sjön avvattnas av vattendraget Snöån (Mögsjöån).

## Delavrinningsområde
Stora Åskaken ingår i det delavrinningsområde (672605-143358) som SMHI kallar för Utloppet av Stora Åskaken. Medelhöjden är 337 meter över havet och ytan är 11,42 kvadratkilometer. Det finns ett avrinningsområde uppströms, och räknas det in blir den ackumulerade arean 24,55 kvadratkilometer. Snöån (Mögsjöån) som avvattnar avrinningsområdet har biflödesordning 3, vilket innebär att vattnet flödar genom totalt 3 vattendrag innan det når havet efter 328 kilometer. Avrinningsområdet består mestadels av skog (45 procent) och sankmarker (34 procent). Avrinningsområdet har 1,08 kvadratkilometer vattenytor vilket ger det en sjöprocent på 9,5 procent.